# Давид (Нащинский)
Архимандрит Давид  (в миру Даниил Нащинский; 31 января [11 февраля] 1720 или не ранее 1820 и не позднее 1821, Полтава, Екатеринославское наместничество — 5 [16] мая 1793 или 16 мая 1793, Киев) — архимандрит Русской православной церкви, переводчик и духовный писатель.

## Биография
Родился в 1720 году в Полтаве в семье казака. Образование свое начал в Киево-Могилянской академии, продолжал его в заграничных галицких и саксонских училищах и окончил в 1751 году в Киево-Могилянской академии, приняв перед окончанием курса пострижение в монашество с именем Давида; тогда же он был назначен в Киевскую академию учителем и префектом. В начале 1756 года Даниил Нащинский был возведён в сан архимандрита и назначен настоятелем Троицкого Слуцкого монастыря и наместником Киевской митрополии, а в ноябре 1758 года был перемещён в Киево-Братский училищный монастырь и определён ректором Киево-Могилянской академии.
С конца 1760 года архимандрит Давид был последовательно настоятелем Гамалеевского Харлампиева Черниговской епархии, глуховского Петропавловского той же епархии (1769) и Бизюкова Крестовоздвиженского монастырей (1772); из последнего монастыря он в 1788 году уволен был на покой в Киево-Печерскую лавру с пенсией и там скончался 5 мая 1793 года.
В течение своей более чем тридцатилетней административной деятельности архимандрит Давид уделял время и проповеди, и литературным занятиям. Находясь за границей, он перевёл на латинский язык сочинения Феофана Прокоповича и в 1743 году издал их в Бреславле, под названием: «Lucubrationes illustrissimi ас reverendissimi Theophanis Prokopowicz» и в 1745 году — «Мiscellanea Sacra»; начал перевод сочинения Феофана Прокоповича «О неудобоносимом иге», но перевод этот был окончен другим лицом и издан в Лейпциге в 1782 году. Он напечатал на латинском языке также «Письмо» (в «Fasciculus litterarum ad Platonem Archiepiscopum Mosquensen»; Санкт-Петербург, 1776).